# Přerušení kabelu Estlink 2

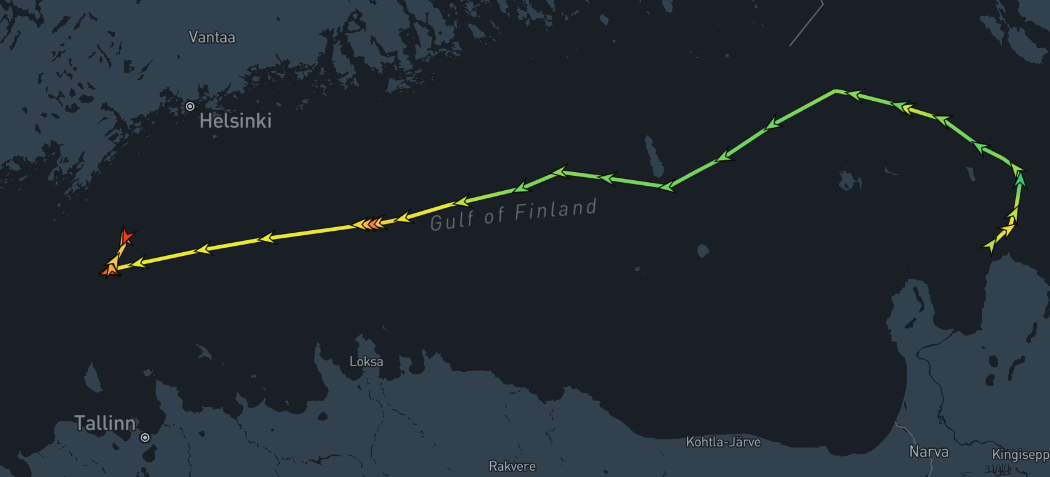
Trasa tankeru Eagle S

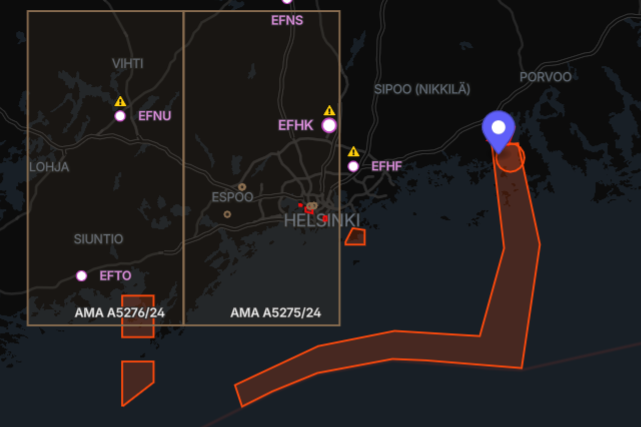
Bezletová zóna v oblasti zadrženého tankeru Eagle S

Incident Estlink 2 bylo přerušení podmořského kabelu pro vedení elektrické energie mezi Finskem a Estonskem Estlink 2. Porucha se stala ve středu 25. prosince 2024 ve 12:26 středoevropského času. Přeshraniční kapacita Estonska a Finska byla omezena z 1016 MW na 358 MW, což je kapacita druhého energetického kabelu Estlink 1. Dle provozovatele finské přenosové soustavy Fingrid může oprava trvat do srpna 2025. Navíc se ukázalo, že poškozeny byly ještě čtyři podmořské telekomunikační kabely (tři spojující Finsko s Estonskem a jeden Finsko s Německem). Finské úřady incident vyšetřují jako sabotáž. V souvislosti s incidentem byl zadržen a obsazen ropný tanker Eagle S, považovaný za součást ruské stínové flotily. Incident s kabelem Estlink 2 je posledním z řady podobných událostí v tomto strategicky důležitém regionu v době, kdy napětí s Ruskem v důsledku jeho války na Ukrajině roste.

## Vyšetřování

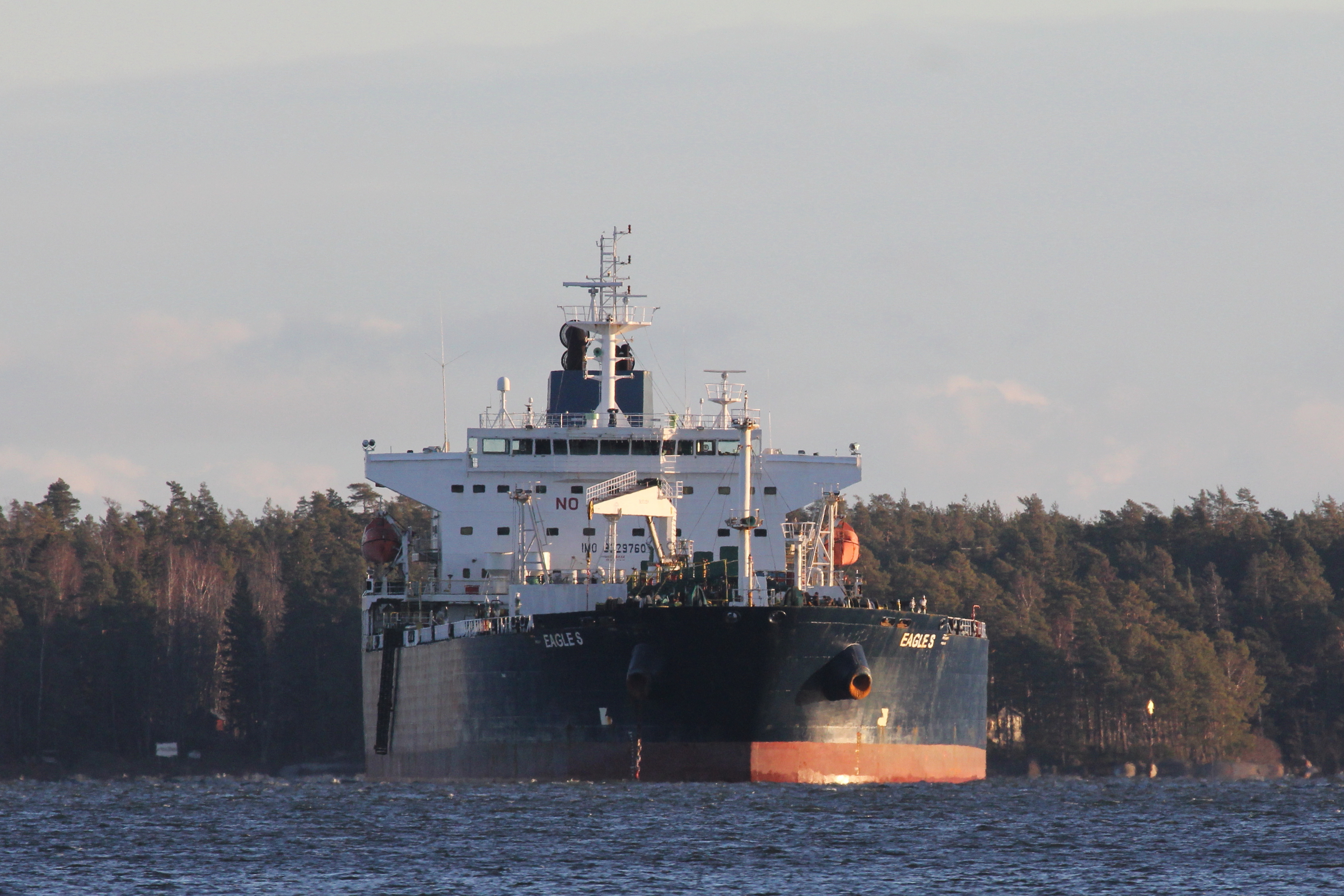
Tanker Eagle S kotvící 31. prosince 2024 v Porvoo

Energetický podmořský kabel Estlink 2 (výkon 658 MW) byl poškozen 25. prosince 2024 ve 12:26 SEČ. Finská policie případ vyšetřuje jako sabotáž. V reakci na to hlídková loď Finské pohraniční stráže Turva zadržela ropný tanker typu Panamax Eagle S, který 23. prosince 2024 v ruském přístavu Usť-Luga načerpal náklad 35 000 tun bezolovnatého benzínu a oblastí proplouval v době poruchy. Tanker je registrován na Cookových ostrovech a vlastněn společností Caravella LLCFZ ze Spojených arabských emirátů. Členové jeho posádky jsou z Gruzie a Indie. Dle britského magazínu Lloyd's List má plavidlo skrytou identitu a ve skutečnosti patří do ruské stínové flotily, která má za úkol vyvážet ropné produkty i přes západní sankce. Eagle S zakotvil poblíž ostrova Porkkala. Byla nad ním vyhlášena bezletová zóna.
Ve čtvrtek 26. prosince 2024 byl Eagle S obsazen finskou policií a pohraniční stráží. Přístup na palubu zajistila finská pohraniční stráž a vrtulníky obranných sil. Tanker byl přesunut do finských teritoriálních vod. Finské orgány zahájily trestní vyšetřování. Vyšetřovatelé se domnívají, že loď Eagle S mohla způsobit škody tím, že táhla kotvu po mořském dně. Fotografie plavidla ukázaly, že mu jedna z kotev zcela chybí.
Dle magazínu Lloyd’s List měla být Eagle S vybavena špičkovým zařízením na odposlech letadel a lodí patřících zemím Severoatlantické aliance. Toto vybavení jí fakticky umožňovalo stát se špionážní lodí. Odposlouchávací a nahrávací zařízení bylo dle magazínu na palubu přivezeno při zastávkách v Turecku a Rusku. Společně s notebooky s ruskými a tureckými klávesnicemi. Během nedávné plavby mělo plavidlo dokonce shodit nespecifikované senzory v Lamašském průlivu.

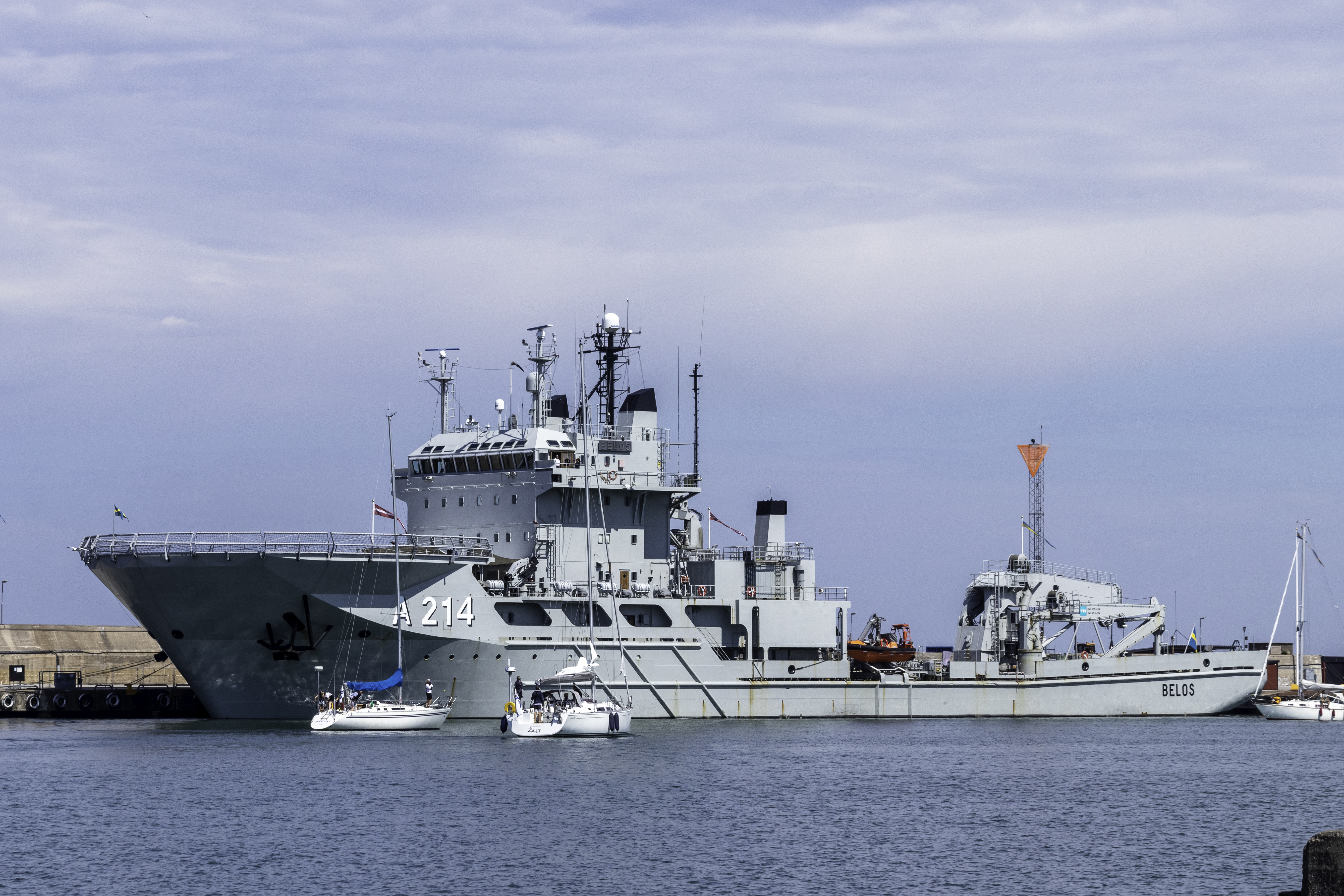
Kotvu tankeru Eagle S vyzvedla švédská záchranná loď Belos (A214)

Finsko oficiálně požádalo Švédsko o pomoc při probíhajícím vyšetřování incidentu. Švédské námořnictvo vyslalo záchrannou loď ponorek Belos (A214), aby pomohlo při získání podrobného přehledu poškození infrastruktury ve Finském zálivu. Do vyšetřování se zapojilo i finské námořnictvo, které nasadilo minolovku Vahterpää, pomocnou loď pro likvidaci znečištění Hylkee a potápěče. Zjištěno bylo, že kotva tankeru Eagle S na mořském dně zanechala kiometry dlouhou stopu. Dne 7. ledna 2024 záchranná loď Belos ze dna vyzvedla utrženou kotvu tankeru Eagle S. Kotvu převzaly finské úřady.

## Reakce
V souvislosti s incidentem proběhla mimořádná zasedání vlád Estonska a Finska.
Estonsko požádalo NATO o pomoc při ochraně podmořského elektrického kabelu Estlink 1. Dne 27. prosince 2024 generální tajemník NATO Mark Rutte uvedl, že NATO posílí svou přítomnost v Baltském moři.
V reakci na incident Estonské námořnictvo 27. prosince 2024 zahájilo námořní operaci na ochranu podmořského kabelu Estlink 1 a další infrastruktury v Baltském moři. Do oblasti vyslalo hlídkový člun Raju (P6732).
Dne 27. prosince 2024 vysoká představitelka Unie pro zahraniční věci a bezpečnostní politiku Kaja Kallasová informovala o přípravě sankcí Evropské unie proti plavidlům stínové flotily. „Opakované poškození infrastruktury v Baltském moři signalizuje systémovou hrozbu, nikoliv pouhou nehodu,“ uvedl estonský prezident Alar Karis.
Dne 16. prosince se v Tallinnu sešli představitelé Spojeným královstvím vedeného společenství Spojené expediční síly (Joint Expeditionary Force) z Finska, Švédska, Estonska, Lotyšska, Litvy, Polska, Německa, Dánska, Norska, Islandu, Nizozemska a Spojeného království, aby projednali opatření, která mají být přijata proti ruské stínové flotile. Ve společném prohlášení skupina uvedla, že podnikne další kroky proti ruské stínové flotile s cílem narušit její fungování, zabránit nezákonným operacím a zvýšit náklady Ruska na obcházení západních sankcí. Dosáhnout toho chce inspekcemi plavidel stínové flotily a ověřováním, zda dodržují pojistné a ekologické normy.
V lednu 2025 Spojené expediční síly v rámci operace Nordic Warden aktivovaly systém využívající umělou inteligenci, sloužící k monitoringu potenciálních hrozeb pro podmořskou infrastrukturu a plavidel ruské stínové flotily. Systém má v reálném čase sledovat pohyb podezřelých plavidel a varovat partnerské země či spojence, pokud se budou blížit k zájmovým oblastem. Systém Nordic Warden byl poprvé vyzkoušen v létě 2024.
Dne 14. ledna 2025 generální tajemník NATO Mark Rutte informoval o spuštění nové alianční operace Baltská stráž (Baltic Sentry), mající za cíl posílení ochrany kritické podmořské infrastruktury (např. podmořské kabely) v Baltském moři. Stalo se tak v návaznosti na summit NATO v Helsinkách, zaměřený na téma bezpečnosti Baltského moře.